# The Day the Earth Stood Still (2008)
The Day the Earth Stood Still is een sciencefiction-rampenfilm uit 2008 onder regie van Scott Derrickson. Het verhaal hieruit is gebaseerd op dat uit de gelijknamige film uit 1951. Jaden Smith won voor zijn rol een Saturn Award. De film zelf werd genomineerd voor onder meer een Saturn Award voor beste sciencefictionfilm en Satellite Awards voor beste geluid en beste visuele effecten, maar ook voor de Razzie Award voor slechtste remake.

## Inhoud

### Proloog
Een bergbeklimmer (Keanu Reeves) treft in 1928 in het Karakoramgebergte midden in een sneeuwstorm een lichaamsgrote, soort glazen bal aan. Wanneer hij er wat ijs vanaf tikt met zijn houweel, brengt dit een zo fel licht voort dat de man hierdoor bevangen wordt en bewusteloos raakt. Als hij bijkomt, is de bal weg, maar zit er een soort blaar op de rug van zijn hand.

### Verhaal
Het heden, 2008. Helen Benson (Jennifer Connelly) is een astrobiologe die sinds het overlijden van haar man alleenstaand is. Wel draagt ze de zorg over haar stiefzoontje Jacob (Jaden Smith), de biologische zoon van haar gestorven echtgenoot. Zij worden verrast wanneer Benson op een avond met grote spoed en per direct wordt opgehaald door een zich verder niet bekend makende overheidsdienst, die haar geen andere keus laat. Op weg naar de plaats van bestemming kan niemand haar vertellen wat er gaat gebeuren. Aangekomen wordt ze in een wachtruimte gezet met een groep andere wetenschappers, die ook allemaal nog van niets weten. Uiteindelijk meldt Bensons kennis Michael Granier (Jon Hamm) zich. Hij heeft de groep namens de NASA hierheen laten brengen.
Granier legt de wetenschappers uit dat er iets vanuit het heelal met 30.000 kilometer per seconde op de Aarde afkomt. Het zal 78 minuten vanaf dat moment inslaan en is niet meer af te wenden. De NASA heeft dit niet eerder aan zien komen omdat het object zich niet aan de wetten van de zwaartekracht hield, maar onverwacht van koers veranderde. Granier hoopt op advies van de wetenschappers over wat er moet gebeuren in de nasleep van de inslag. Benson collega Yusuf (Mousa Kraish) beseft niettemin dat een inslag met die snelheid ervoor zal zorgen dat er helemaal geen nasleep komt. Het leven op Aarde is ten dode opgeschreven. Het aanstormende object vermindert niettemin vaart wanneer het dichter bij de Aarde komt en landt zonder enige schade aan te richten. Het gaat om een grotere versie van de lichtgevende bal die de bergbeklimmer in 1928 aantrof en dient als vervoermiddel voor een buitenaards wezen. Hij is gekomen om de mensheid een boodschap te brengen, maar wordt neergeschoten door een in paniek rakende militair voordat hij de uitgestoken hand van Benson kan aannemen. Zijn vervoermiddel verandert daarop in een huizenhoge humanoïde gestalte die de aanwezige mensen tijdelijk uitschakelt met een sonisch signaal dat iedereen doet kruipen, zonder verdere schade aan te richten.
Een groep artsen probeert het neergeschoten wezen te stabiliseren, maar weet in eerste instantie niet hoe dit aan te pakken. Zijn grijze omtrek blijkt niettemin een soort biotechnisch pak, dat eenvoudig te verwijderen is. Daaronder zit een gestalte met een verder menselijke anatomie (wederom Keanu Reeves). Wat er nog aan hem kleeft van het pak, functioneert als een soort placenta en helpt hem de dagen daarop om bovenmenselijk snel te herstellen en een volwassen menselijke gedaante aan te nemen. Hij stelt zich voor als Klaatu en vertelt meerdere buitenaardse samenlevingen te vertegenwoordigen. Hij wil de menselijke wereldleiders zo snel mogelijk spreken. De Amerikaanse Minister van Defensie Regina Jackson (Kathy Bates) weigert hem dit niettemin. Zij weet dat in de geschiedenis van de mensheid het superieure ras altijd andere volkeren na kennismaking onderwierp en is bang dat Klaatu komt om dat met zijn ras met de mensheid te doen en haar planeet over te nemen. Klaatu brengt verbaasd uit dat de Aarde sowieso niet van de mensheid is. Hij weigert een gevangene te zijn van het Amerikaanse ministerie. Benson helpt hem daarbij, want wanneer iemand Klaatu dient te injecteren met een verdovend middel, meldt zij zich aan en dient ze in plaats daarvan stiekem een functieloze zoutoplossing toe.
De ogenschijnlijk verdoofde Klaatu wordt aangesloten op een leugendetector waarmee de Amerikanen willen achterhalen of hij een bedreiging vormt. Klaatu heeft echter vrijwel ongelimiteerde gaven en gebruikt de leugendetector om juist de vragensteller te manipuleren hem de uitgang te wijzen. Daarna loopt hij ongestoord het gebouw uit. De daar aanwezige mensen kunnen hem niet tegengehouden omdat ze wederom uitgeschakeld worden door een sonisch signaal, zoals dat eerder bij zijn aankomst op Aarde klonk. Klaatu blijkt in staat om zonder enige moeite alle mensen en materiaal op de planeet te manipuleren naar het hem uitkomt. Hij neemt contact op met Benson, die hem eerder hielp ontsnappen. Zij moet hem met haar auto naar verschillende bestemmingen brengen, waar hij meer van de mysterieuze bollen tevoorschijn haalt. Ze blijken over de hele aarde verstopt te zijn geweest. Onderweg legt hij aan Benson uit dat hij gekomen is om de Aarde te redden. Dat wil zeggen, de planeet, niet de mensheid. De mensen vormen namelijk de grootste bedreiging voor de planeet en hebben hun kans gehad met het hemellichaam. De bollen vormen een alternatieve Ark van Noach. Hierin krijgen alle soorten een plaats die terug op Aarde zullen worden gezet nadat de planeet van de mensheid gezuiverd is. Elders verandert zijn schip daarop in een exponentieel vermenigvuldigende zwerm termietachtige insecten. Zij beginnen in steeds groteren getale over de planeet te razen en vernietigen alles en iedereen dat ze tegenkomen, behalve de bollen en hun inhoud. De volkeren die Klaatu vertegenwoordigt, vinden de omstandigheden op aarde te zeldzaam en belangrijk om die op te offeren aan één ras dat die omstandigheden levensgevaarlijk bedreigt. Klaatu wilde eerst met de mensheid communiceren, maar werd neergeschoten en gevangengezet voordat hij één woord uit kon brengen.
Klaatu laat zich door Benson wel overtuigen om te komen praten met haar collega, de natuurkundige professor Barnhardt (John Cleese). Zij stelt namelijk dat de wetenschappers de échte leidende personen op Aarde zijn, niet de politici. In een gesprek met Barnhardt legt Klaatu uit dat ook zijn volk ooit op het punt van uitsterven stond, maar toen tijdig evolueerde om dit af te wenden. Barnhardt brengt hem daarop aan het twijfelen. Hij stelt dat als er een totaal uitsterven moest dreigen voordat Klaatu's volk de beslissende stap in haar evolutie nam, dat dít dan datzelfde moment voor de mensheid zou moeten zijn en dat het die kans dan wel moet krijgen. Klaatu's twijfels nemen verder toe, wanneer hij getuige is van de liefde en mate van zelfopoffering die Benson toont voor haar stiefzoontje Jacob. Hij weet alleen niet of hij de allesvernietigende zwerm insecten nog kan stoppen, die inmiddels een enorme omvang heeft aangenomen en immense gebieden al heeft kaalgevreten.

## Rolverdeling
| Acteur            | Personage           |
| ----------------- | ------------------- |
| Keanu Reeves      | Klaatu              |
| Jennifer Connelly | Helen Benson        |
| Jaden Smith       | Jacob               |
| John Cleese       | Professor Barnhardt |
| Jon Hamm          | Dr. Michael Granier |
| Kathy Bates       | Regina Jackson      |

## Trivia
Klaatu gebruikt de term klaatu barada nikto om de robot GORT - die het verdedigingsmechanisme vormt van zijn schip - bij aankomst uit te schakelen. Deze woorden werden voor het eerst gebruikt in de originele The Day the Earth Stood Still uit 1951 en speelden daarin een essentiële rol (in de remake niet). Sinds de term in 1951 voor het eerst werd uitgesproken, kwam die in diverse andere films voor. In het ene geval was dat letterlijk, in het andere door er naar te verwijzen in de namen van personages of door een verhaspeling ervan te gebruiken. Voorbeelden van films waarin de term opduikt, zijn Tron (1982), Star Wars: Episode VI: Return of the Jedi (1983), Toys (1992) en Army of Darkness (1993).